# WNT5A
WNT5A (англ. Wnt family member 5A) – білок, який кодується однойменним геном, розташованим у людей на короткому плечі 3-ї хромосоми.  Довжина поліпептидного ланцюга білка становить 380 амінокислот, а молекулярна маса — 42 339.
| 10         |  | 20         |  | 30         |  | 40         |  | 50         |
| ---------- |  | ---------- |  | ---------- |  | ---------- |  | ---------- |
| MKKSIGILSP |  | GVALGMAGSA |  | MSSKFFLVAL |  | AIFFSFAQVV |  | IEANSWWSLG |
| MNNPVQMSEV |  | YIIGAQPLCS |  | QLAGLSQGQK |  | KLCHLYQDHM |  | QYIGEGAKTG |
| IKECQYQFRH |  | RRWNCSTVDN |  | TSVFGRVMQI |  | GSRETAFTYA |  | VSAAGVVNAM |
| SRACREGELS |  | TCGCSRAARP |  | KDLPRDWLWG |  | GCGDNIDYGY |  | RFAKEFVDAR |
| ERERIHAKGS |  | YESARILMNL |  | HNNEAGRRTV |  | YNLADVACKC |  | HGVSGSCSLK |
| TCWLQLADFR |  | KVGDALKEKY |  | DSAAAMRLNS |  | RGKLVQVNSR |  | FNSPTTQDLV |
| YIDPSPDYCV |  | RNESTGSLGT |  | QGRLCNKTSE |  | GMDGCELMCC |  | GRGYDQFKTV |
| QTERCHCKFH |  | WCCYVKCKKC |  | TEIVDQFVCK |  |            |  |            |

A: Аланін

C: Цистеїн

D: Аспарагінова кислота

E: Глутамінова кислота

F: Фенілаланін

G: Гліцин

H: Гістидин

I: Ізолейцин

K: Лізин

L: Лейцин

M: Метіонін

N: Аспарагін

P: Пролін

Q: Глутамін

R: Аргінін

S: Серин

T: Треонін

V: Валін

W: Триптофан

Кодований геном білок за функцією належить до білків розвитку. 
Задіяний у таких біологічних процесах як диференціація, сигнальний шлях Wnt, альтернативний сплайсинг. 
Локалізований у позаклітинному матриксі.
Також секретований назовні.